# 福田健二 (俳優)
福田 健二（ふくだ けんじ、1980年5月10日 - ）は、日本の俳優。元ジュネス企画所属。

## 作品

### 映画
- 遊星メガドルチェ

### テレビ
- 九州だんじ（BSフジ）

### カタログ
- デイエム商会「2005ドレイバーサポーターテイピング」
- カシオ「デジタルカメラ」

### ショートフィルム
- ジョッカー父さん
- 屋根の上のホットライン
- Ecoな奴

### スチル
- アディダス
- 富士ゼロックス